# Аллегані Тауншип (округ Поттер, Пенсільванія)
Аллегані Тауншип (англ. Allegany Township) — селище (англ. township) в США, в окрузі Поттер штату Пенсільванія. Населення — 397 осіб (2020).

## Демографія
Згідно з переписом 2010 року, у селищі мешкали 422 особи в 172 домогосподарствах у складі 123 родин. Було 278 помешкань
Расовий склад населення:
| - 99,1 % — білих - 0,5 % — корінних американців |

До двох чи більше рас належало 0,5 %. Частка іспаномовних становила 0,7 % від усіх жителів.
За віковим діапазоном населення розподілялося таким чином: 21,6 % — особи молодші 18 років, 57,1 % — особи у віці 18—64 років, 21,3 % — особи у віці 65 років та старші. Медіана віку мешканця становила 47,2 року. На 100 осіб жіночої статі у селищі припадало 117,5 чоловіків;  на 100 жінок у віці від 18 років та старших — 109,5 чоловіків також старших 18 років.
Середній дохід на одне домашнє господарство  становив 58 934 долари США (медіана — 46 250), а середній дохід на одну сім'ю — 70 639 доларів (медіана — 68 438). Медіана доходів становила 40 357 доларів для чоловіків та 36 250 доларів для жінок. За межею бідності перебувало 15,1 % осіб, у тому числі 15,3 % дітей у віці до 18 років та 11,0 % осіб у віці 65 років та старших.
Цивільне працевлаштоване населення становило 203 особи. Основні галузі зайнятості: виробництво — 18,2 %, будівництво — 16,3 %, освіта, охорона здоров'я та соціальна допомога — 15,3 %.